# Хиясов, Зубаил Джанбекович
Зубаил Джанбекович Хиясов (30 декабря 1937, Какашура, Карабудахкентский район, Дагестанская АССР, РСФСР, СССР — 26 августа 2006, Махачкала, Дагестан, СССР) — советский и российский сценарист, театральный режиссёр, автор песен, работал главным режиссер Кумыкского музыкально-драматического театра им. А.-П. Салаватова, в котором им было поставлено 67 пьес. Более 12 пьес поставлено им в других театрах республики.

## Карьера
После окончания школы с 1955 по 1957 годы Зубаил Хиясов работал заведующим клубом в родном селении. В 1957 году Министерство культуры Дагестанской АССР направило его на учёбу в театральное училище имени Бориса Щукина в Москве, с отличием окончив режиссёрский факультет, в 1962 году он начал работать в Кумыкском музыкально-драматическом театра им. А.-П. Салаватова. В 1964 году он отправиться в Баку, где учился в театральном училище на режиссерском факультете. В 1966 году с отличием окончив училище, Хиясов вернулся в Дагестан с дипломом режиссёра музыкально-драматического театра. В 1978 году Зубаил Хиясов получил звание заслуженного деятеля искусств Дагестана. С 1981 по 1987 годы работал заместителем министра культуры Дагестанской АССР. С 1987 по 1990 годы Хиясов работал главным режиссёром Кумыкского музыкально-драматического театра. В 1986 году им была написана пьеса «Ах, женщины, женщины!», ставшая бестселлером и переведенная на другие дагестанские языки. Им было написано шесть пьес, на кумыкский язык переведено 23 пьесы. В середине 1990-х годов начал преподавать актёрское мастерство в Дагестанском государственном университете, был доцентом. 2 октября 2018 года в селе Какашура прошёл вечер памяти Зубаила Хиясова, 
в котором участвовали друзья и коллеги.

## Избранные театральные постановки
- «В ночь лунного затмения» (Мустай Карим);
- «Приходи завтра, дорогой»;
- «Эркеч-али»;
- «Сердце не прощает»;
- «И так бывает»;
- «Выдаю маму замуж»;
- «Ах, женщины, женщины!» (собственного сочинения);
- «Тангчолпан» А.-В. Сулейманова;
- «Плутни Скопена» (Мольер);
- «Выстрел на рассвете» (Иван Буковчан);
- «Имеретинская невеста» (Борис Рацер, Владимир Константинов);
- «Родник» (Анвар Аджиев)[2];

## Автор песен
- «Анжи-кала»;
- «Балкар яш»;
- «Я иду в школу»;

## Звания и награды
- Заслуженный деятель искусств Дагестанской АССР (1978);

## Личная жизнь
Родился 22 августа 1938 года в селе Какашура Карабудахкентского района ДАССР. Отец: Джанбек — первый преподаватель в какашуринской школе, построенной в 1934 году. В 1942 году отец пропал без вести на Великой Отечественной война. 

## Убийство
26 августа 2006 года в Махачкале, был убит в своём доме в ходе спецоперации по ул. Харьковская, д. 37. По версии МВД его дочери были последователями ваххабизма, как их мужья и находились с ним в доме. Муж старшей дочери был убит в Чечне как террорист, а муж младшей находился в розыске. В ходе спецоперации был также ликвидирован Гаджи Меликов, 1975 года рождения, лидер джамаата «Шариат», а также братья Магомедовы — 26-летний Магомед и 21-летний Руслан. Сам же Хиясов был в ссоре со своими дочерями, и не признавал их религиозных взглядов. Его дочь, Аида Хиясова, 1968 года рождения, была ранена, после чего Хиясов начал перестреливаться с силовиками, во время перестрелки Хиясов забежал в подвал своего дома, силовики предлагали Хиясову сложить оружие и выйти с поднятыми руками выйти. По версии МВД Зубаил крича "Аллаху Акбар" продолжал стрелять через час был уничтожен в подвали того же дома. По версии соседей и знакомых, он был заложником преступников, радикальных взглядов не имел. МВД выдвинула версию то что Хиясов был пособником Террористов. Всю Махачкалу облетела весть о том как 70-летний Зубил Хиясов отстреливался от Спецназ-Альфы. Две дочери Хиясова были захвачены живыми, МВД также считают их пособницами боевиков. C них содрали хиджаб и нацепили полотенце, так две девушки шли с пакетами на голове с поднятыми руками в верх на мушках у спецназа.